# Pleurothallis ripleyi
Pleurothallis ripleyi är en orkidéart som beskrevs av Carlyle August Luer. Pleurothallis ripleyi ingår i släktet Pleurothallis och familjen orkidéer. Inga underarter finns listade i Catalogue of Life.